# Klang (Mosela)
Klang é uma comuna francesa na região administrativa de Grande Leste, no departamento de Mosela. Estende-se por uma área de 4,19 km². Em 2010 a comuna tinha 236 habitantes (densidade: 56,3 hab./km²).